# La Bodeguita del Medio

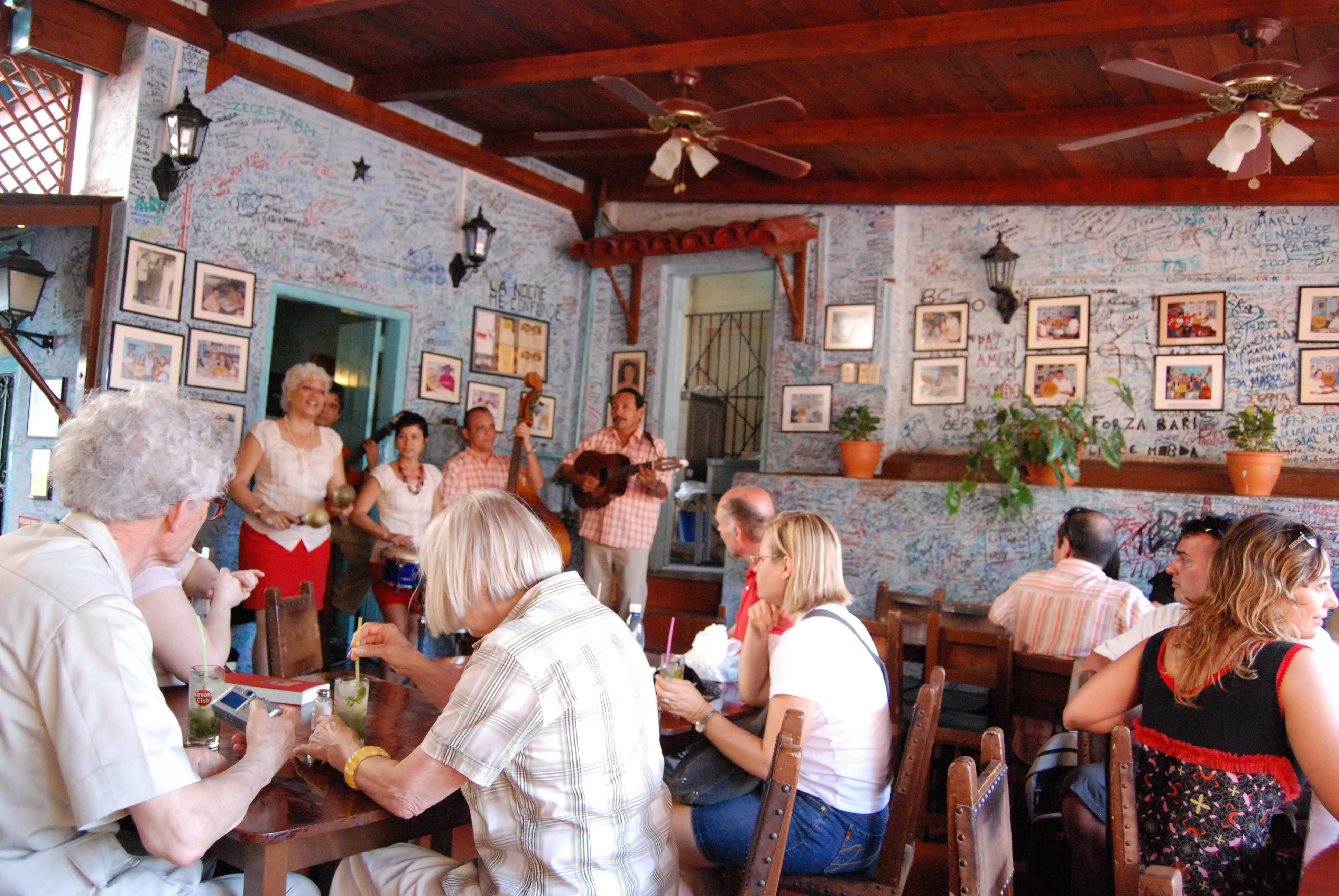
Interior de La Bodeguita

La Bodeguita del Medio, também chamada simplesmente de La Bodeguita, é um bar e restaurante de comida típica cubana localizado na rua Empedrado, em Havana Velha, Cuba. É uma notório atração turística da cidade. Suas paredes estão repletas de escritos e assinaturas de seus visitantes, ilustres ou não. Dentre os seus frequentadores célebres, contam-se Salvador Allende, Pablo Neruda, Errol Flynn e Ernest Hemingway, que escreveu em suas paredes: My mojito in La Bodeguita, My daiquiri in El Floridita ("Meu mojito na Bodeguita, meu daiquiri no Floridita"). Nicolás Guillén, por sua vez, lhe dedicou estes versos:
| “ | \| Original (em castelhano): La Bodeguita es ya la bodegona, que en triunfo al aire su estandarte agita, más sea bodegona o bodeguita La Habana de ella con razón blasona. Hártase bien allí quien bien abona plata, guano, parné, pastora, guita. Mas si no tiene un kilo y de hambre grita. No faltara cuidado a su persona. La copa en alto, mientras Puebla entona su canción, y Martínez precipita. Marejadas de añejo, de otra zona. Brindo porque la historia se repita, y porque es ya la bodegona, nunca deje de ser La bodeguita. \| \| Tradução: A Bodeguita já é bodegona, que em triunfo ao ar seu estandarte agita. mas, seja bodegona ou bodeguinha Havana dela com razão se orgulha. Farta-se bem ali quem bem paga prata, ouro, joia, gaita. Mas se não tem um quilo e de fome grita. Não faltará cuidado à sua pessoa. A taça no alto, enquanto Puebla entoa sua canção, e Martínes derrama. Maremotos de rum envelhecido de outra região. Brindo para que a história se repita. e, porque já é bodegona, para que nunca deixe de ser A Bodeguinha. \| | ” |
| Original (em castelhano): La Bodeguita es ya la bodegona, que en triunfo al aire su estandarte agita, más sea bodegona o bodeguita La Habana de ella con razón blasona. Hártase bien allí quien bien abona plata, guano, parné, pastora, guita. Mas si no tiene un kilo y de hambre grita. No faltara cuidado a su persona. La copa en alto, mientras Puebla entona su canción, y Martínez precipita. Marejadas de añejo, de otra zona. Brindo porque la historia se repita, y porque es ya la bodegona, nunca deje de ser La bodeguita. | | Tradução: A Bodeguita já é bodegona, que em triunfo ao ar seu estandarte agita. mas, seja bodegona ou bodeguinha Havana dela com razão se orgulha. Farta-se bem ali quem bem paga prata, ouro, joia, gaita. Mas se não tem um quilo e de fome grita. Não faltará cuidado à sua pessoa. A taça no alto, enquanto Puebla entoa sua canção, e Martínes derrama. Maremotos de rum envelhecido de outra região. Brindo para que a história se repita. e, porque já é bodegona, para que nunca deixe de ser A Bodeguinha. |

## História
Em 1942, Ángel Martínez comprou a bodega La Complaciente, na rua Empedrado, e a transformou na Casa Martínez, onde se vendiam produtos típicos e se serviam refeições. Em 1950, o estabelecimento mudou de nome, oficializando o nome pelo qual era conhecido informalmente pelos seus frequentadores: La Bodeguita del Medio ("A tasquinha do meio"). O "del Medio" ("do Meio") era uma referência ao fato de que o restaurante ficava localizado no meio da Rua Empedrado, ao contrário da maioria dos restaurantes e mercados locais, que ficavam situados estrategicamente nas esquinas. Aos poucos, o local passou a ser frequentado por celebridades como Gabriela Mistral, Agustín Lara, Carlos Mastronardi etc. Depois de 1959, com a Revolução Cubana, o restaurante foi fechado e as suas paredes foram pintadas, fazendo com fossem perdidas algumas assinaturas e algumas fotos penduradas nelas.
Graças a Salvador Allende, o restaurante foi reaberto. Por meio de fotos, foi reconstituído o ambiente original do restaurante e foram recuperadas algumas assinaturas nas paredes. Em setembro de 1997, em meio a uma série de atentados contra locais turísticos luxuosos, uma bomba explodiu no restaurante e várias dezenas de pessoas ficaram feridas. O mercenário salvadorenho Ernesto Cruz foi responsabilizado pelo atentado. Atualmente, há vários estabelecimentos no mundo com o mesmo nome: na Argentina, Costa Rica, Bolívia, México, Colômbia, Venezuela, Alemanha, Inglaterra e Gijón.